# Kool-Aid
Kool-Aid is een limonademerk van het bedrijf Kraft Foods Company.

## Ontstaan en productie

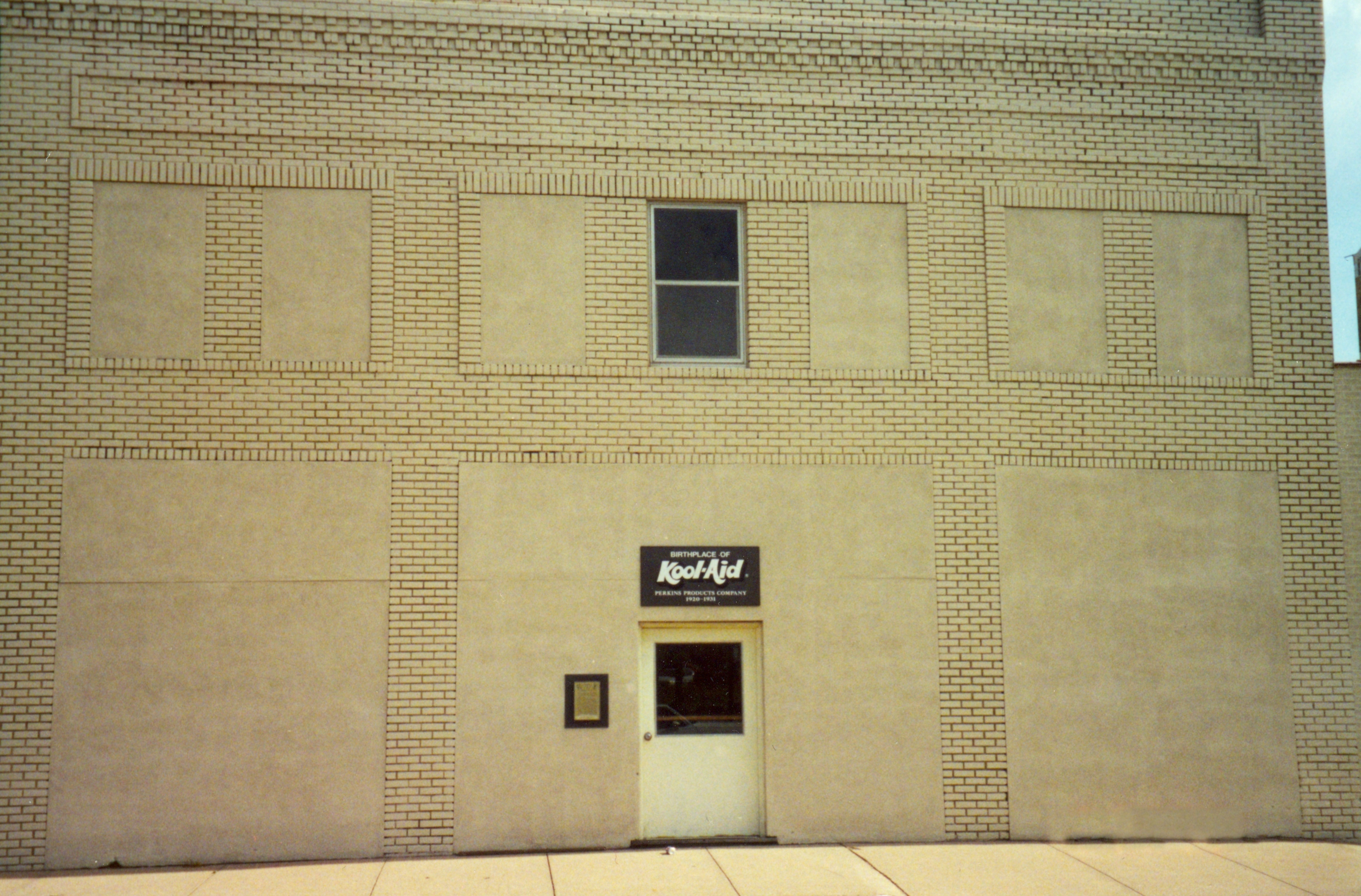
Het gebouw in Hastings (Nebraska), waar Kool-Aid ontwikkeld is.

Kool-Aid is ontwikkeld door Edwin Perkins en zijn vrouw Kitty in Hastings (Nebraska), Amerika. Al zijn experimenten met de limonade vonden plaats in de keuken van zijn moeder. De voorloper van "Kool-Aid" was Fruit Smack, een vloeibaar concentraat. Om de transportkosten te beperken, ontwikkelde Perkins een manier om het water uit Fruit Smack te halen, waardoor alleen poeder overbleef. Dit poeder werd Kool-Aid genoemd. Perkins verplaatste in 1931 de productie naar Chicago en Kool-Aid werd verkocht aan General Foods in 1953. In Hastings viert men nog steeds een jaarlijks zomerfeest genaamd Kool-Aid Days in het tweede weekend van augustus, ter ere van de ontwikkeling van Kool-Aid alhier. In Nebraska is Kool-Aid de officiële limonade van deze staat.

## Reclame en promotie
Kool-Aid Man, een getekende limonadekan, is de officiële mascotte van Kool-Aid. Hij werd bedacht vlak nadat General Foods het merk opkocht. Op tv en in reclamefolders is vaak te zien hoe "Kool-Aid Man" dwars door de muur een kamer met kinderen inloopt en zijn slagzin "Oh, yeah!" laat horen en ze vervolgens een glas Kool-Aid aanbiedt. Kool-Aid Man is al sinds de jaren 60 de officiële mascotte van Kool-Aid.

## Smaken
| De eerste 7 smaken | Kersen, Druiven, Lemon-Lime, Sinaasappel, Framboos, Aardbei, Wortelbier (wordt niet meer gemaakt) |
| Enkele smaken      | Zwarte bes, Tropical Punch, Lemonade, Pink Lemonade, Rabarber, kersen, Watermeloen |
| Suikervrije smaken | Double Double Cherry, Triple Awesome Grape, Lemonade, Soarin' Strawberry Lemonade, Tropical Punch, Frambozen, Watermeloen |
| Agua Fresca smaken | Jamaica, Mandarina-Tangerine, Mango, Tamarindo, Piña-Pineapple |
| Overige smaken     | Appel, Bunch Berry, Blastin' Berry Cherry, Blue Berry Blast, Cherry, Cherry Cracker, Chocolade, Cola, Eerie Orange, Frutas,Vermelhas, Golden Nectar, Druiven, Grape Blackberry, Grape Tang, Meloen Mango, Strawberry Splash, Great Blueberry, Great Blue-dini, Groselha, Guaraná, Ice Blue Raspberry Lemonade, Incrediberry, Kickin-Kiwi-Lime, Kolita, Lemon, Lemonade, Lemonade Sparkle, Limoen-Lime, Lime, Man-o-Mangoberry, Mango, Mountainberry Punch, Oh-Yeah Orange-Pineapple, O, Orange Enerjooz, Pina-Pineapple, Pink Lemonade, Pink Swimmingo, Purplesaurus Rex, Rainbow Punch, Raspberry, Roarin' Raspberry Cranberry, Rock-a-Dile Red, Wortelbier, Scary Black Cherry, Scary Blackberry, Sharkleberry Fin, Slammin' Strawberry-Kiwi, Soarin' Strawberry-Lemonade, Strawberry, Strawberry Falls Punch, Strawberry Split, Strawberry-Raspberry, Sunshine Punch, Surfin' Berry Punch, Tangerine, Tropical Punch, Watermeloen-Kersen, Shaking Starfruit, Watermeloen |

Andere smaken zijn: Solar Strawberry-Starfruit, Artic Green Apple, Swirlin' Strawberry-Starfruit en Lemon Ice.

## Andere producten
- Kool-Aid Twists Mountain Dew
- Kool-Aid Ice Cream Bars
- Kool-Aid Singles
- Kool-Aid Bursts
- Kool-Aid Jammerz
- Kool-Aid Fun Fizz
- Kool-Aid Pop 'n Drop

## "Don't drink the Kool-Aid"
In het Engels bestaat de uitdrukking "Don't drink the Kool-Aid" om aan te geven dat iemand niet in gladde praatjes moet trappen. Deze uitdrukking is afgeleid van de massale zelfmoord in Jonestown, Guyana in 1978 van de Peoples Temple-sekte, die werd geleid door Jim Jones. Jones had zijn volgelingen opdracht gegeven limonade te drinken die gemengd was met cyanide, volgens de overlevering was de limonade Kool-Aid. In werkelijkheid was het cyanide gemengd met limonade van het merk Flavor Aid.